# Sadomasochism

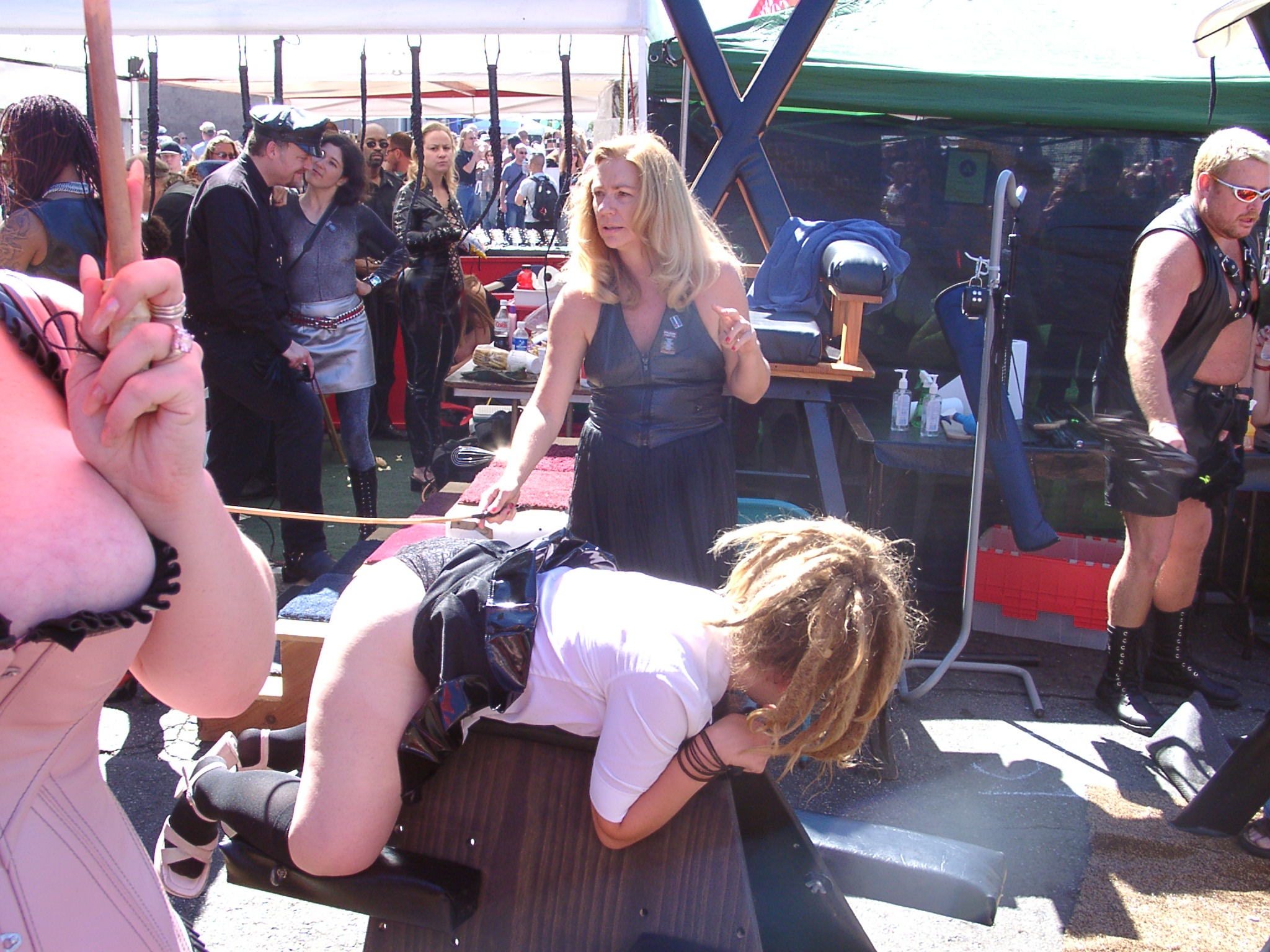
Ett exempel på sadomasochism som involverar smisk.

Sadomasochism (förkortas SM alternativt S&M) är ett förhållande mellan två eller flera personer, där såväl sadism (aktiv algolagni) som masochism (passiv algolagni) finns representerade. Ofta förknippas begreppet med sexuella relationer med en part som aktiv-dominant och den andra parten som passiv-underkastande.
Sadomasochism används också inom viss psykologisk teori som sammanfattande benämning på masochism och sadism. En föreslagen alternativ benämning för detta är algolagni (av gr. algos, "smärta" och algneia, "vällust").
Sadomasochism, F65.5, ströks 2009 från socialstyrelsens lista på sjukdomsdiagnoser.